# Нинис (ледник)
Ледникът Нинис (на английски: Ninnis Glacier) е долинен ледник с дължина около 100 km и ширина до 70 km, разположен в Източна Антарктида, на Брега Джордж V, на Земя Виктория. Води началото си от Антарктическото плато на височина около 700 m и „тече“ на север-североизток в широка долина. „Влива“ се чрез дълъг около 40 km ледников език в море д'Юрвил, част от Индоокеанския сектор на Южния океан, в западната част на залива Бъкли. В западната му част е „бетониран“ остров Диксън.
Ледника е открит през декември 1912 г. от видния австралийски антарктически изследовател Дъглас Моусън, ръководител на Австралийската антарктическа експедиция (1911 – 14) и е наименуван от него в чест на английския лейтенант Белгрейв Нинис (1887 – 1912), загинал трагично на 14 декември 1912 г. като прапада в дълбока пункнатина наледника, по време на похода на групата на изток от базата на експедицията.